# Khodja Sadeddin
per l'ancestre dels beilicats de Karaman, vegeu beilicat dels karamànides
Hoca Sadeddin Efendi (el nom Sadeddin es transcriu també com Sa'düddin, Sa'd ad-Din, Sa'd al-Din, Sa’adeddin, Sadeddin i encara altres), transcripció moderna al turc del nom transcrit en turc otomà com Khodja o Khoja Efendi Sad al-Din ibn Hasan Djan ibn Hafiz Muhammad Isfahani (Istanbul 1536 – 2 d'octubre de 1599) fou un erudit turc, polític i historiador preceptor del príncep després sultà Murat III.
Fill d'un funcionari de la cort (i net d'un notable passat als otomans després de la batalla de Çaldiran el 1514, va fer estudios religiosos i fou mestre a la madrassa d'Istanbul i a una mesquita. Mort el preceptor (khodja o khoja) del príncep Murad va ocupar aquest càrrec el maig de 1573 i en endavant fou conegut com a Khodja Efendi. Va esdevenir influent i quan Mehmet III va pujar al tron el 1595 es va dirigir a ell com a conseller en afers internacionals. El 1596 es va produir en el setge d'Egri (Erlau) i el 20 d'octubre de 1596 va aconsellar al sultà d'aguantar i així es va aconseguir el triomf a la batalla de Mezö-Keresztes (Hač Ovasi). La pujada com a gran visir de Cigalazade Yusuf Sinan Pasha el 27 d'octubre de 1596 el va fer caure en desgràcia i poc després (28 de gener de 1597) fou revocat com a preceptor. La desgràcia va durar un any i dos mesos i el sultà quan va poder el va rehabilitar (març de 1598) i a més de ser restaurat com a preceptor, el va nomenar Shaykh al-Islam, amb el títol de djami al-riyasatayn. Després del 1590 va ocupar les funcions de mufti i va morir el 1599 durant la pregària.
Va escriure Tâc üt-Tevârîh (Tadj ut-Tewarikh, “Corona d'Històries”), una història de l'Imperi Otomà en prosa i vers.